# Verkhnessolonovski
Verkhnessolonovski (en rus: Верхнесолоновский) és un poble (un khútor) de l'óblast de Volgograd, a Rússia, segons el cens del 2010 tenia 770 habitants.